# Charbonnières-les-Vieilles
Charbonnières-les-Vieilles – miejscowość i gmina we Francji, w regionie Owernia-Rodan-Alpy, w departamencie Puy-de-Dôme.
Według danych na rok 1990 gminę zamieszkiwało 880 osób, a gęstość zaludnienia wynosiła 27 osób/km² (wśród 1310 gmin Owernii Charbonnières-les-Vieilles plasuje się na 258. miejscu pod względem liczby ludności, natomiast pod względem powierzchni na miejscu 176.).